# Alphonse Louis Gentil de Saint-Alphonse
Alphonse Louis Gentil de Saint Alphonse, né le 6 décembre 1777 à Versailles (Yvelines), mort le 7 août 1837 à Toulouse (Haute-Garonne), est un général français de la Révolution et de l’Empire.

## États de service
Il entre en service comme volontaire au 3e régiment de hussards le 3 juillet 1799 et il est nommé sous-lieutenant le 18 janvier 1803. Il passe le 13 octobre 1803 au 12e régiment de cavalerie et le 23 juin 1804, il est lieutenant au 4e régiment de hussards. En 1804 et 1805, il est affecté à l'armée de Hanovre.
Passé au 10e régiment de hussards le 10 février 1806, il est fait chevalier de la Légion d’honneur le 14 mars 1806 et il devient aide de camp du maréchal Bernadotte le 20 mars 1806. Il est blessé à la bataille de Mohrungen le 25 janvier 1807. Il passe capitaine le 14 février 1807 à la Grande Armée, il participe à la campagne d’Allemagne et d’Autriche en 1809. Il est nommé chef d’escadron le 17 septembre 1810.
Le 21 février 1811, il rejoint l’état-major de l’Armée de Naples et le 20 août 1811, il est mis au 6e régiment de hussards. Il effectue les campagnes de Russie de 1812 et de Saxe de 1813 et il devient adjudant-commandant le 4 août 1812. Il est fait officier de la Légion d’honneur le 28 septembre 1813. Il est promu général de brigade le 25 décembre 1813 et il est affecté à l’armée d’Italie. Le 11 février 1814, il commande la 2e brigade de la division du général Mermet.
Le 29 juillet 1814, le roi Louis XVIII, le nomme commandeur de la Légion d’honneur et il le fait chevalier de Saint-Louis le 20 août 1814. Il est mis en non-activité le 20 mars 1815.
Par lettres patentes du 1er février 1817, il est créé comte héréditaire et le 20 septembre 1817, il devient chef de la direction du personnel militaire au Ministère de la guerre. Le 5 janvier 1820, il prend le commandement de l’École de cavalerie de Saumur et il est élevé au grade de grand officier de la Légion d’honneur le 1er mai 1821.
Il est nommé général de division le 12 novembre 1830 et il participe au siège de la citadelle d’Anvers en 1832. Le 8 mai 1833 il commande la division de cuirassiers de réserve à l’armée du Nord. Inspecteur général de cavalerie de 1833 à décembre 1836, il prend le commandement de la 10e division militaire à Toulouse le 8 mars 1837. Il meurt dans ses fonctions le 7 août 1837.

## Hommage
Son nom est gravé sous l'arc de triomphe de l'Étoile, 19e colonne.

## Sources
- (en) « Generals Who Served in the French Army during the Period 1789 - 1814: Eberle to Exelmans »
- Thierry Pouliquen, « Les généraux français et étrangers ayant servis [sic] dans la Grande Armée » (consulté le 12 décembre 2013)
- « Cote LH/1112/77 », base Léonore, ministère français de la Culture
- Georges Six, Dictionnaire biographique des généraux & amiraux français de la Révolution et de l'Empire (1792-1814) Paris : Librairie G. Saffroy, 1934, 2 vol.
- (pl) « Napoléon.org.pl »